# Месокастро
Месокастро (на македонска литературна норма: Месокастро) е квартал на град Охрид, в югозападната част на Северна Македония.

## География
Месокастро е разположен на източния склон на хълма на Охрид, под Охридската крепост. В превод от гръцки името означава Средна крепост. На югоизток стига до Чаршията, на северозапад до хълма, на север до улица „Свети Климент Охридски“, а на юг до над улица „Цар Самуил“. В махалата са Саат кулата и Талевата къща.

## История
Традиционно Месокастро, заедно с Кошища и Варош е една от трите български махали на града. Българското училище е основано в 1852 година, като сградата изгаря в 1904 година. Над входната му врата е имало мраморен надпис
| „ | Сиѧ училищна сграда къ просвѣщеніи болгарскіѧ младенци трѣхъ махалъ: Месокастро, Хаджи-Касъмъ и Скендеръ-бей съзыда сѧ въ лѣто 1852 юліѧ 15. Охридъ | “ |